# Ladislav Županič

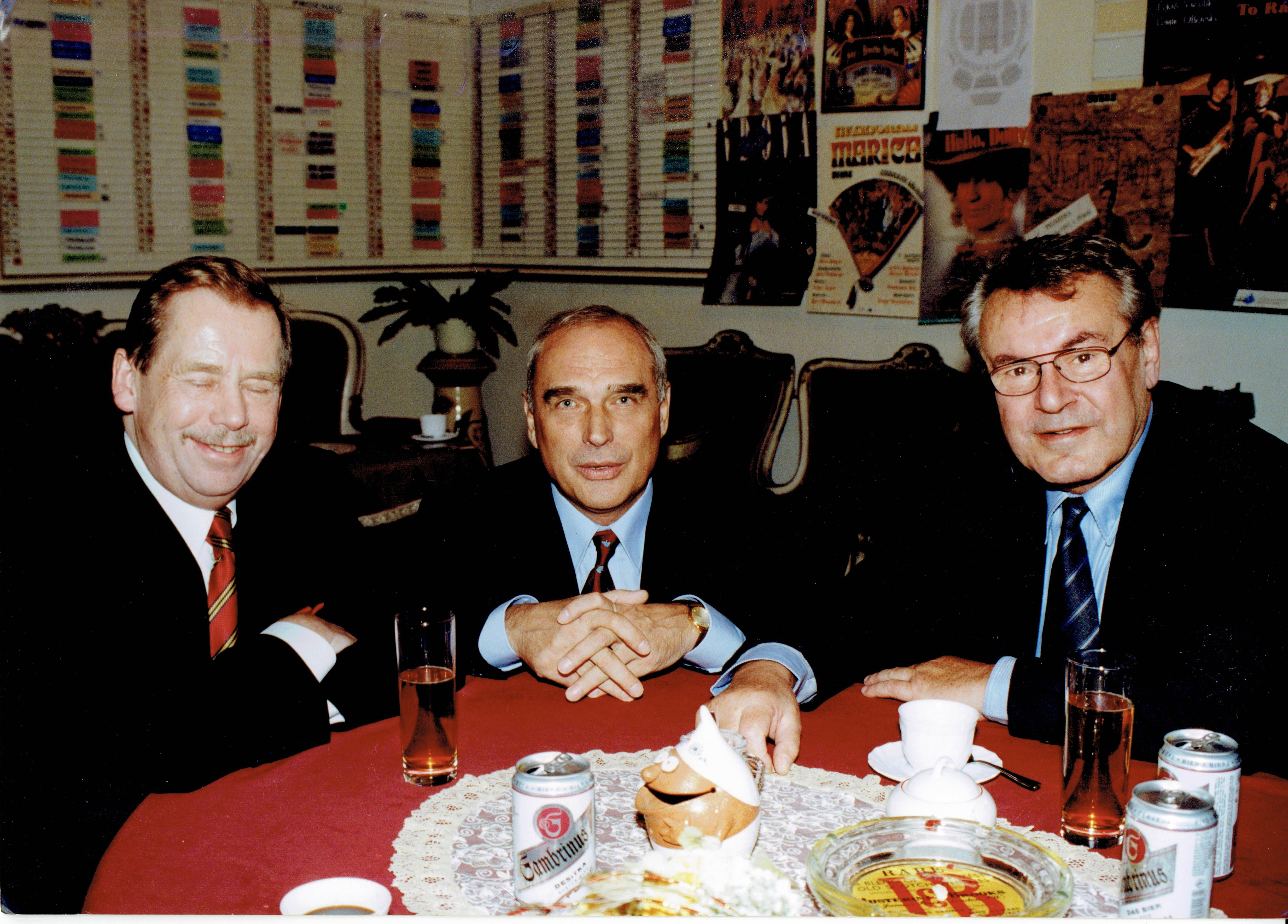
Ladislav Županič (uprostřed) s prezidentem Václavem Havlem a režisérem Milošem Formanem v Hudebním divadle Karlín na setkání dne 30. října 1999 při příležitosti 40. výročí divadla Semafor, které tehdy hrálo v malé scéně karlínského divadla.

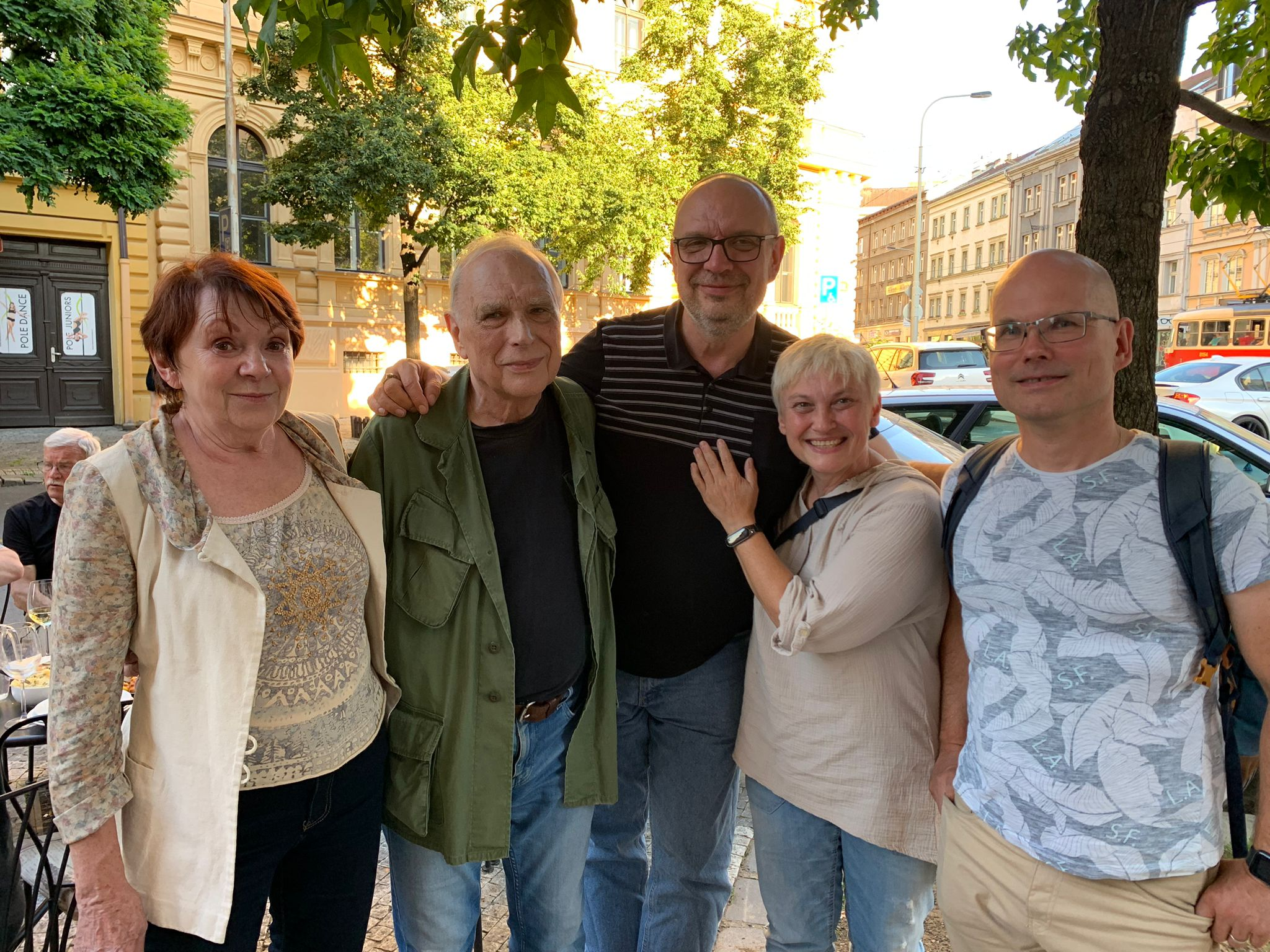
80. narozeniny Ladislava Županiče a 55. narozeniny syna Ladislava. Zleva: První manželka Helena, Ladislav Županič, syn Ladislav, snacha Marcela a syn Jan

Ladislav Županič (9. srpna 1943 Prostějov – 9. prosince 2023 Praha) byl český herec.

## Život
V roce 1964 vystudoval činoherní herectví na Janáčkově akademii múzických umění v Brně. Po absolutoriu začínal v pražském divadle Paravan a od roku 1970 zahájil svoji kariéru v Hudebním divadle Karlín, kde působil v letech 1993–2003 jako ředitel. Za jeho éry získalo divadlo celkem osm Cen Thálie (1995 Yvetta Blanarovičová, 1996 Jitka Molavcová,1997 Lubomír Lipský, 1998 Ladislav Županič, 1999 Jan Ježek, 2000 Tomáš Černý, 2001 Lumír Olšovský a 2002 Daniela Šinkorová). 
Za jeho vedení nastoupil divadlo cestu výběru klasických titulů (např. My Fair Lady, Hello Dolly atd.), ale i významných muzikálových titulů světové provenience (např. Klec bláznů, Viktor - Viktorie, Chicago). nevynechali ani tituly české - např. operetu Podskalák či adaptaci románu Zvonokosy s Naďou Urbánkovou. Nechyběly ani divadelní verze filmových titulů: Zpívání v dešti s Lumírem Olšovským, Martinem Dejdarem, Ivanou Chýlkovou a Terezou Duchkovou nebo rodinný muzikál Za zvuků hudby (The Sound Of Music) s Michaelou Dolinovou a Petrem Štěpánkem. Autorskou prvotinou Gustava Oplustila byl swingový muzikál Sny z Nového Yorku, který byl variací na film Dvě děvčátka a námořník a Kateřina Brožová dostala příležitost v muzikálu Anděl s ďáblem v těle.
Co do hudební složky dostal v inscenacích příležitost k návratu Orchestr Karla Vlacha pod řízením Jaroslava Dřevikovského. Dalšími osobnostmi Županičovy éry byl dirigent Arnošt Moulík, kostýmní výtvarnice Irena Greifová, sbormistryně Irena Pluháčková, choreograf Jan Hartman či režisér Petr Novotný. Příležitost v hudebním uplatnění dostali i činoherci či zpěváci: Jana Paulová, Jana Švandová, Petra Janů či Vladimír Brabec. 
Povodeň v roce 2002 však divadlo poničila a Županič neměl příležitost jeho provoz obnovit. Na pokyn tehdejšího primátora hlavního města Prahy Igora Němce byl údajně za nevyrovnaný rozpočet divadla po povodních v roce 2002 odvolán z funkce. Následná plánovaná oprava Karlínského divadla, byla novým vedením divadla realizována za výrazně vyšší cenu. V pozdější době již Hudební divadlo Karlín Cenu Thálie nezískalo.
V březnu 2016 obdržel Cenu Thálie za celoživotní herecko-pěvecké mistrovství v kategorii muzikál -opereta.
Kromě divadelních vytvořil i řadu filmových a dabingových rolí. Mezi jeho dabingové role patří dabování herců jako je Clint Eastwood. Namluvil také Michala Dočolomanského ve filmu Tajemství hradu v Karpatech.
Měl dva syny – Ladislava, dříve policejního důstojníka, dnes zaměstnance Dopravního podniku hlavního města Prahy (vedoucí vozovny Kobylisy) a historika Jana Županiče.
Zemřel 9. prosince 2023 ve věku 80 let ve vinohradské nemocnici na infarkt.

## Politická angažovanost
Ve volbách do Senátu PČR v roce 2012 kandidoval jako nestraník za ODS v obvodu č. 62 – Prostějov. Získal 12,68 % hlasů, čímž skončil na posledním 5. místě.